# 流局满贯
流局满贯（流し満貫（ながしマンガン）），又称么九振切，是日本麻将的一种特殊役，玩家并没有做出和牌型，但算作满贯。
部分规则不设流局满贯，即使有，也会有不同的规定，最好在开局之前和对手确认。

## 概要
牌局流局时，玩家的打出的所有牌都是么九牌（即）而且不被鸣牌，则流局满贯达成。

## 处理

### 使用与不使用
大多数规则使用流局满贯。使用流局满贯的规则请参见下文。注意如果出现流局满贯，不听罚符不需要结算。
不使用流局满贯的规则，遇到满足流局满贯条件的情况时也不用处理，只进行听牌与否的结算。
网络麻雀中，使用与否请参见下表：
| 遊戲名   | 狀態   | 結算 |
| -------- | ------ | ---- |
|          | 采用   |      |
|          | 采用   |      |
|          | 采用   |      |
|          | 采用   |      |
|          | 采用   | 和牌 |
|          | 采用   | 和牌 |
|          | 不采用 |      |
|          | 采用   |      |
|          | 采用   |      |
|          | 采用   | 和牌 |
|          | 未知   |      |
|          | 未知   |      |
| 雀魂麻將 | 采用   |      |
| 雀姬麻將 | 采用   |      |

### 和牌或
根据不同的规则，流局满贯分为和牌或流局两种。前者在结算点数时，还要计算本场棒并获得立直棒（若有），后者只获得基本点数。
所谓基本点数，即自摸满贯的点数。也就是说，子家是从其他子家处获得2000点，从亲家处获得4000点，共8000点；亲家是从每个子家处获得4000点，共12000点。
如果按和牌计算，那么亲家流满则连庄，否则下庄。如果按流局计算，亲家听牌则连庄，否则下庄。

### 两家流满
非常少的情况下，会出现2家同时达成流局满贯。这时候如果流局满贯是和牌，在采用头跳规则时，按出牌顺序决定，只有在先的和牌。如果流局满贯是流局，或者不采用头跳规则，则两家同时结算。

## 例子
荒牌流局时舍牌为
途中不被鸣牌，则流局满贯成立。